# Þorsteinshnúkur
Þorsteinshnúkur är en kulle i republiken Island. Den ligger i regionen Suðurland, 90 km öster om huvudstaden Reykjavík. Toppen på Þorsteinshnúkur är 381 meter över havet.
Trakten runt Þorsteinshnúkur är nära nog obefolkad, med mindre än två invånare per kvadratkilometer. Närmaste större samhälle är Flúðir, omkring 10 kilometer sydväst om Þorsteinshnúkur. Trakten runt Þorsteinshnúkur består i huvudsak av gräsmarker.